# 内藤貞勝
内藤 貞勝（ないとう さだかつ）は、戦国時代の武将。丹波国八木城主。

## 生涯

### 出自
丹波内藤氏は丹波守護の細川京兆家に仕え、15世紀前半から丹波守護代を務めてきた。
天文22年（1553年）、「波多野与兵衛尉城」（数掛山城か）の戦いで内藤国貞が討死する（『言継卿記』）。この後、国貞の居城・八木城には国貞の娘婿である松永長頼が入り、その後見のもと、内藤家の跡目は「千勝」に継承された。この千勝が後の貞勝であると考えられる。
貞勝の出自について、近世の文献『丹東城塁記』には国貞の子とあり、今谷明も国貞の子としている。それに対し仁木宏は、2004年刊行の『新修亀岡市史』本文編二において、千勝（貞勝）を長頼の子と記している。
福島克彦は、内藤家の家督を千勝が相続する旨を和知（京都府京丹波町）の土豪の出野日向守・片山左近丞（右近丞康隆）に伝える細川京兆家奉行人奉書（「野間建明家文書」）を挙げ、そこに記される「松永甚介（長頼）息」と「息千勝」が同一人物とみられることから、貞勝を長頼の子息であると結論付けている。馬部隆弘も貞勝を長頼の子としており、国貞と共に戦死した国貞の嫡子・永貞の後を受けて家督を継承したとしている。
一方、飛鳥井拓は、馬部らの研究を受けた上で貞勝を国貞の子としている。

### 当主となった後の貞勝
天文22年（1553年）から23年（1554年）の間に家督を継承した貞勝が次に史料に現れるのは、『雑々聞撿書』永禄4年（1561年）2月3日条においてである。この時、幕府に出仕する細川氏綱の供を「内藤備前守（貞勝）・長塩（盛俊）・多羅尾（綱知）」が務めていた。
馬部隆弘は、内藤氏では在京する現当主と在国する前当主とで役割分担が行われていたとしており、長頼（正確には内藤氏の前当主ではないが、ここではその役割を果たす）と貞勝の時も同様の体制が取られ、貞勝が在京業務を担っていたとしている。
永禄4年（1561年）6月、貞勝は「内藤備前守貞勝」と署名して、丹波保津（亀岡市）の土豪・長尾蔵助に対し知行宛行の書状を発給している（「雨森善四郎氏所蔵文書」）。「備前守」は丹波守護代家が名乗ってきた官途だが、翌永禄5年（1562年）には、蓬雲軒宗勝を称していた長頼が備前守を名乗っており、貞勝は何らかの理由で当主ではなくなっている。
永禄4年に推定される7月26日付朝倉義景書状（「益田實氏所蔵文書」）に「内藤備前守」とあり、これが史料上確認できる貞勝の最後の姿である。
永禄8年（1565年）8月に長頼が戦死した後には、内藤五郎貞弘の活動が見られる。貞弘は元亀4年（1573年）の時点で備前守を名乗っており、内藤家の当主の地位にあった。この貞弘が、長頼の子息でキリシタンとして知られる内藤如安である。天正3年（1575年）から天正7年（1579年）にかけて明智光秀による丹波攻略が行われたが、その最中に内藤氏の本拠である八木城は落城したものとみられる。